# Insulococcus magnoporus
Insulococcus magnoporus är en insektsart som beskrevs av Sunita Bhatti 1991. Insulococcus magnoporus ingår i släktet Insulococcus och familjen pärlsköldlöss.
Artens utbredningsområde är Nya Kaledonien. Inga underarter finns listade i Catalogue of Life.